# 旭岳纜車
旭岳纜車是位於日本北海道上川郡東川町的往复式索道，可從大雪山旭岳山腰處的旭岳溫泉（海拔1,100公尺）通往海拔1,600公尺處的姿見。线路全長2.36公里，高差約490公尺，由若狹渡假村負責營運。

## 索道站
- 山麓站（旭岳站）（43°39′10.8″N 142°47′55.1″E / 43.653000°N 142.798639°E）
- 姿見站（山頂站）（43°39′43.0″N 142°49′30.5″E / 43.661944°N 142.825139°E）

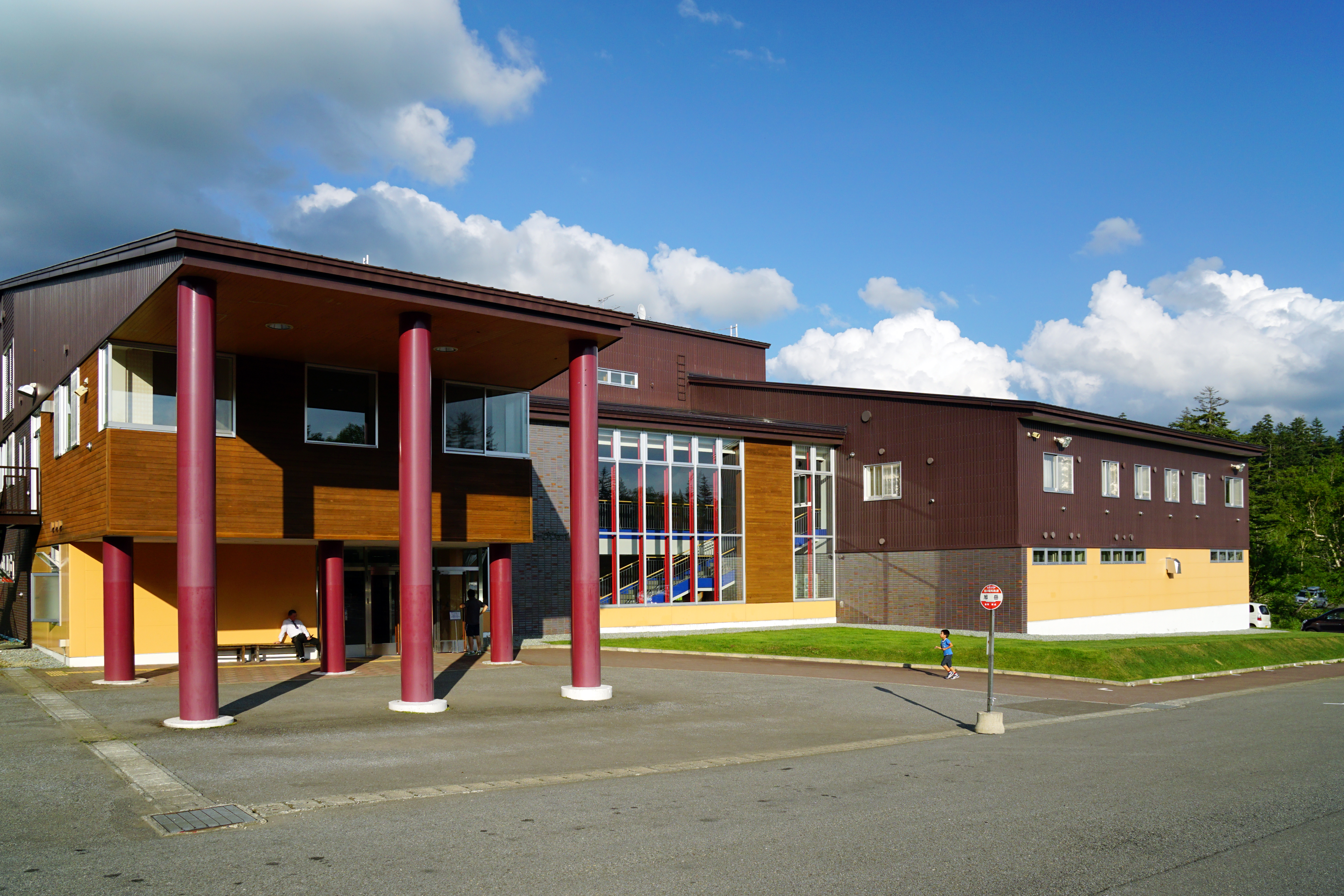
山麓站
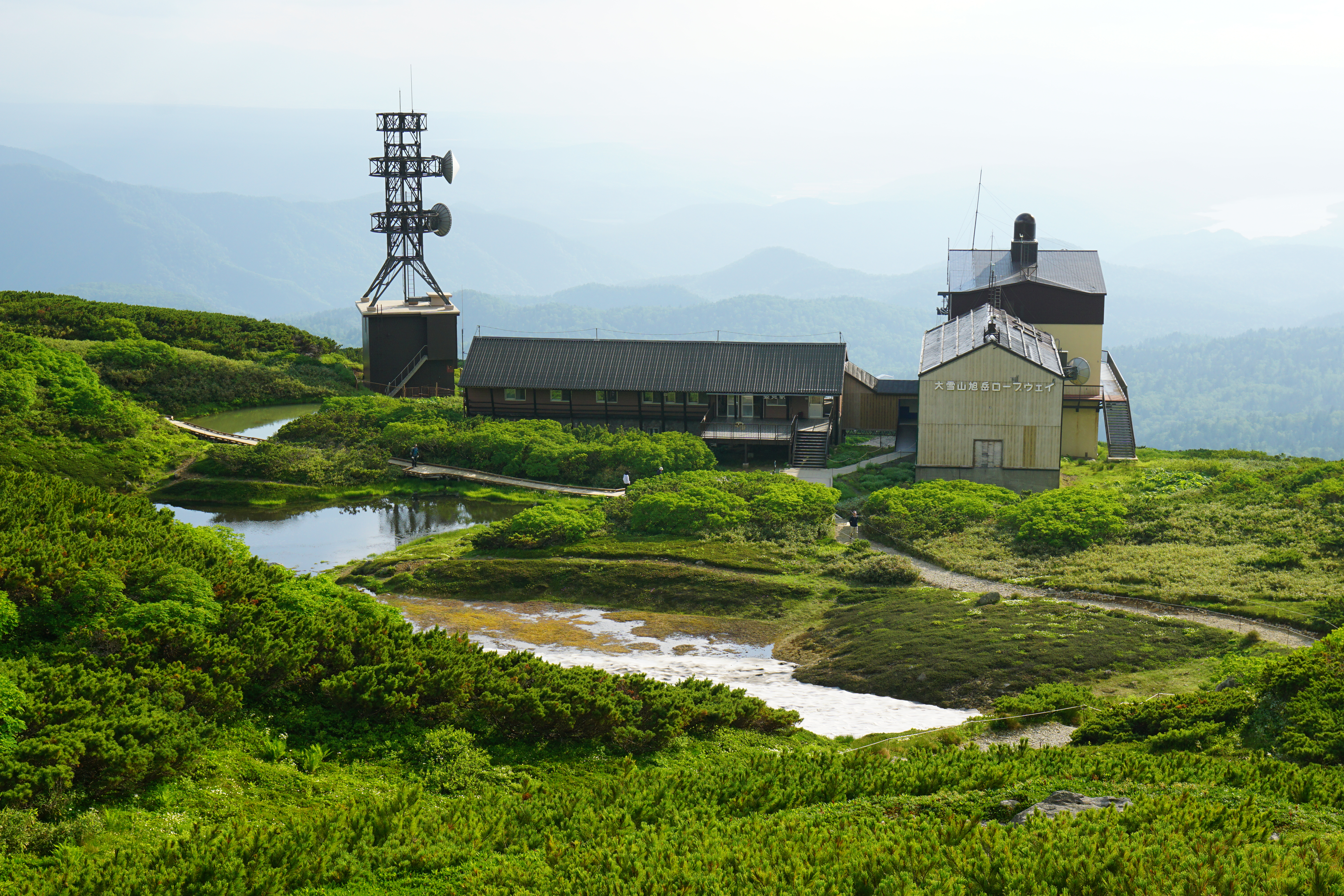
姿見站

## 年表
- 1968年：山麓站至天女原站之間開始營運。
- 1969年：天女原站至姿見站之開始營運。
- 1998年：整改工程开始，更換為大型吊厢。
- 2000年：整改工程完成，重新開始營運，廢除中間的天女原站，直接從山麓站通往姿見站。

## 外部連結
- （日語） 大雪山旭岳纜車 （页面存档备份，存于）